# 17a etapa del Tour de França de 2010

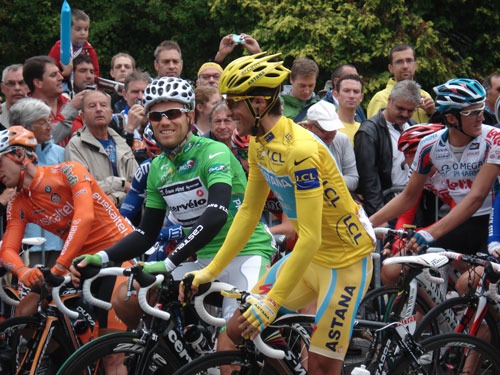
Alberto Contador a la sortida de Pau.

La 17a etapa del Tour de França de 2010 es disputà el dijous 22 de juliol de 2010, després del segon dia de descans, sobre un recorregut de 174 km entre Pau i el coll del Tourmalet. La victòria fou pel luxemburguès Andy Schleck (Team Saxo Bank). Després d'aquesta etapa el portador del mallot de la muntanya, Anthony Charteau, era virtual vencedor, tret que abandonés.

## Perfil de l'etapa
Darrera etapa d'alta muntanya de l'edició de 2010 del Tour de França, amb quatre ports puntuables. Al km 13,5 els ciclistes han d'afrontar una petita cota de 4a categoria, per tot seguit afrontar les principals dificultats del dia, el coll de Marie-Blanque (1a categoria, km 56,5), el coll de Soulor (1a categoria, km 117,5) i l'arribada al cim del coll del Tourmalet (categoria especial), que d'aquesta manera acollia un final d'etapa per segona vegada en la història del Tour de França, després que el 1974 Jean-Pierre Danguillaume guanyés l'etapa.

## Desenvolupament de l'etapa
Darrera etapa de muntanya i darrera possibilitat per provocar un gran canvi a la classificació general. Al km 3 atacà Kristjan Koren (Liquigas-Doimo), i juntament amb ell s'escaparen sis ciclistes més: Joan Antoni Flecha, Edvald Boasson Hagen (Team Sky), Aleksandr Kólobnev (Team Katusha), Marcus Burghardt (BMC Racing Team), Rémi Pauriol (Cofidis) i Rubén Pérez Moreno (Euskaltel–Euskadi). La diferència cresqué a poc a poc, quan Samuel Sánchez (Euskaltel–Euskadi) patí una caiguda i el gran grup reduí la marxa per esperar-lo. Aquesta aturada permeté als escapats augmentar molt la diferència. Simultàniament atacà Carlos Sastre (Cervélo Test Team), que juntament amb el seu company Ignatas Konovalovas s'acostà als escapats, però sense agafar-los. Pel coll del Marie-Blanque els escapats disposaven d'1' 20" sobre Sastre i 9' 15" sobre el gran grup. Sastre a poc a poc anà perdent diferències amb els escapats, fins que finalment va ser agafat a manca de 15 km per a l'arribada.
En el grup dels favorits els equips Astana Qazaqstan Team, Saxo Bank i Lotto augmentaren el ritme, reduint la diferència dels escapats. A 15 km per a l'arribada sols quedaven Kólobnev i Burghardt al capdavant, amb 3' sobre el grup dels favorits. El gran grup anà perdent unitats a marxes forçades i a 10 km atacà Andy Schleck, sent seguit solament per Alberto Contador. Junts caçaren els escapats i es presentaren a la línia d'arribada, guanyant l'etapa Schleck sense que Contador se la disputés. Per darrere van anar arribant la resta de favorits d'un en un a la meta del Tourmalet.

## Esprints intermedis
| 1r | Edvald Boasson Hagen (NOR) | 6 pts |
| 2n | Joan Antoni Flecha (ESP)   | 4 pts |
| 3r | Aleksandr Kólobnev (RUS)   | 2 pts |

| 1r | Edvald Boasson Hagen (NOR) | 6 pts |
| 2n | Aleksandr Kólobnev (RUS)   | 4 pts |
| 3r | Rémi Pauriol (FRA)         | 2 pts |

## Ports de muntanya
| 1r | Aleksandr Kólobnev (RUS) | 3 pts |
| 2n | Rémi Pauriol (FRA)       | 2 pts |
| 3r | Joan Antoni Flecha (ESP) | 1 pts |

| 1r | Joan Antoni Flecha (ESP)   | 15 pts |
| 2n | Kristjan Koren (SLO)       | 13 pts |
| 3r | Rémi Pauriol (FRA)         | 11 pts |
| 4t | Rubén Pérez Moreno (ESP)   | 9 pts  |
| 5è | Aleksandr Kólobnev (RUS)   | 8 pts  |
| 6è | Marcus Burghardt (GER)     | 7 pts  |
| 7è | Edvald Boasson Hagen (NOR) | 6 pts  |
| 8è | Carlos Sastre (ESP)        | 5 pts  |

| 1r | Marcus Burghardt (GER)     | 15 pts |
| 2n | Kristjan Koren (SLO)       | 13 pts |
| 3r | Rubén Pérez Moreno (ESP)   | 11 pts |
| 4t | Rémi Pauriol (FRA)         | 9 pts  |
| 5è | Joan Antoni Flecha (ESP)   | 8 pts  |
| 6è | Aleksandr Kólobnev (RUS)   | 7 pts  |
| 7è | Edvald Boasson Hagen (NOR) | 6 pts  |
| 8è | Carlos Sastre (ESP)        | 5 pts  |

| 1r  | Andy Schleck (LUX)          | 40 pts |
| 2n  | Alberto Contador (ESP)      | 36 pts |
| 3r  | Joaquim Rodríguez (ESP)     | 32 pts |
| 4t  | Ryder Hesjedal (CAN)        | 28 pts |
| 5è  | Samuel Sánchez (ESP)        | 24 pts |
| 6è  | Denís Ménxov (RUS)          | 20 pts |
| 7è  | Robert Gesink (NED)         | 16 pts |
| 8è  | Christopher Horner (USA)    | 14 pts |
| 9è  | Jurgen van den Broeck (BEL) | 12 pts |
| 10è | Roman Kreuziger (CZE)       | 10 pts |

## Classificació de l'etapa
|    | Ciclista                    | Equip                 | Temps      |
| -- | --------------------------- | --------------------- | ---------- |
| 1  | Andy Schleck (LUX)          | Team Saxo Bank        | 5h 03' 29" |
| 2  | Alberto Contador (ESP)      | Astana Qazaqstan Team | m. t.      |
| 3  | Joaquim Rodríguez (ESP)     | Team Katusha          | + 1' 18"   |
| 4  | Ryder Hesjedal (CAN)        | Garmin-Transitions    | + 1' 27"   |
| 5  | Samuel Sánchez (ESP)        | Euskaltel-Euskadi     | + 1' 32"   |
| 6  | Denís Ménxov (RUS)          | Rabobank ProTeam      | + 1' 40"   |
| 7  | Robert Gesink (NED)         | Rabobank ProTeam      | + 1' 40"   |
| 8  | Christopher Horner (USA)    | Team RadioShack       | + 1' 45"   |
| 9  | Jurgen van den Broeck (BEL) | Omega Pharma-Lotto    | + 1' 48"   |
| 10 | Roman Kreuziger (CZE)       | Liquigas-Doimo        | + 2' 14"   |

## Classificació general
|    | Ciclista                    | Equip                 | Temps       |
| -- | --------------------------- | --------------------- | ----------- |
| 1  | Alberto Contador (ESP)      | Astana Qazaqstan Team | 83h 32' 39" |
| 2  | Andy Schleck (LUX)          | Team Saxo Bank        | + 8"        |
| 3  | Samuel Sánchez (ESP)        | Euskaltel-Euskadi     | + 3' 32"    |
| 4  | Denís Ménxov (RUS)          | Rabobank ProTeam      | + 3' 53"    |
| 5  | Jurgen van den Broeck (BEL) | Omega Pharma-Lotto    | + 5' 27"    |
| 6  | Robert Gesink (NED)         | Rabobank ProTeam      | + 6' 41"    |
| 7  | Joaquim Rodríguez (ESP)     | Team Katusha          | + 7' 03"    |
| 8  | Ryder Hesjedal (CAN)        | Garmin-Transitions    | + 9' 18"    |
| 9  | Roman Kreuziger (CZE)       | Liquigas-Doimo        | + 10' 12"   |
| 10 | Christopher Horner (USA)    | Team RadioShack       | + 10' 37"   |

## Classificacions annexes
|    | Ciclista                  | Equip               | Total   |
| -- | ------------------------- | ------------------- | ------- |
| 1r | Thor Hushovd (NOR)        | Cervélo TestTeam    | 191 pts |
| 2n | Alessandro Petacchi (ITA) | Lampre-Farnese Vini | 187 pts |
| 3r | Mark Cavendish (GBR)      | Team HTC-Columbia   | 162 pts |

|    | Ciclista                | Equip                 | Total   |
| -- | ----------------------- | --------------------- | ------- |
| 1r | Anthony Charteau (FRA)  | Bbox Bouygues Telecom | 143 pts |
| 2n | Christophe Moreau (FRA) | Caisse d'Epargne      | 128 pts |
| 3r | Andy Schleck (LUX)      | Team Saxo Bank        | 116 pts |

|    | Ciclista              | Equip            | Temps       | Temps |
| -- | --------------------- | ---------------- | ----------- | ----- |
| 1r | Andy Schleck (LUX)    | Team Saxo Bank   | 83h 32' 47" |       |
| 2n | Robert Gesink (NED)   | Rabobank ProTeam | + 6' 33"    |       |
| 3r | Roman Kreuziger (CZE) | Liquigas-Doimo   | + 10' 04"   |       |

|    | Equip                  | Temps        | Temps |
| -- | ---------------------- | ------------ | ----- |
| 1r | Team RadioShack (USA)  | 250h 44' 40" |       |
| 2n | Caisse d'Epargne (ESP) | + 8' 30"     |       |
| 3r | Rabobank ProTeam (NED) | + 33' 59"    |       |

## Abandonaments
- Simon Spilak (Lampre-Farnese Vini). Abandona.